# Nikolaus Maler
Nikolaus Maler (* 1972 in Hamburg) ist ein deutscher Musiker, Solofagottist im Staatsorchester Rheinische Philharmonie in Koblenz und Professor für Fagott an der Hochschule für Musik Nürnberg.

## Leben
Ausgebildet wurde er von Thomas Starke in Lübeck (Vorstudium), Klaus Thunemann in Berlin (Orchesterdiplom) und Dag Jensen in Hannover (Konzertexamen). Besonders prägend für ihn waren Meisterkurse bei Sergio Azzolini in Bobbio/Italien sowie die Zeit als Karajan-Akademist bei den Berliner Philharmonikern.
Während dieser Zeit und als Mitglied des Bundesjugendorchesters und des Europäischen Jugendorchesters (1992–1997) trat Nikolaus Maler unter namhaften Dirigenten auf, wie zum Beispiel Claudio Abbado, Daniel Barenboim, Lorin Maazel, Seiji Ozawa, Kurt Masur, Christoph Eschenbach, James Levine, Bernard Haitink, Vladimir Ashkenazy oder Mstislav Rostropovich. 
Aufgrund erfolgreicher Wettbewerbsteilnahmen wurden Maler verschiedene Auszeichnungen verliehen, so u. a. das Stipendium des Bundespräsidenten beim Deutschen Hochschulwettbewerb und – zweimal in Folge – ein Stipendium des Deutschen Musikwettbewerbs, bei dem er 1995 in die Bundesauswahl Konzerte Junger Künstler aufgenommen wurde.
Nikolaus Maler war Stipendiat der Villa Musica, von Live Music Now und ist Gründungsmitglied des Da Ponte-Bläseroktetts.
Von 2005 bis 2014 unterrichtete Maler an der Musikhochschule in Frankfurter am Main, bevor er 2014 als Professor an die Hochschule für Musik Nürnberg berufen wurde.
Als Herausgeber von Fagottliteratur arbeitet Maler mit dem Accolade Musikverlag zusammen.